# Кульмяково
Кульмяково — деревня в Каслинском районе Челябинской области России. Входит в состав Берегового сельского поселения. Находится примерно в 32 км к востоку-северо-востоку (ENE) от районного центра, города Касли, на высоте 209 метров над уровнем моря.

## Население
| 2002 | 2010 |
| ---- | ---- |
| 4    | ↘0   |

По данным Всероссийской переписи, в 2010 году постоянное население в деревне отсутствовало.

## Улицы
Уличная сеть деревни состоит из одной улицы (ул. Лесная).